# Gewöhnlicher Trauerschweber
Der Gewöhnliche Trauerschweber (Anthrax anthrax) (griechisch ἄνθραξ anthrax „Kohle“) ist eine Fliege aus der Familie der Wollschweber (Bombyliidae).

## Merkmale
Die Fliegen erreichen eine Körperlänge von 7 bis 13 Millimetern. Der Kopf ist schwarz behaart, unterhalb der Stirnhaare befinden sich bräunlichgelbe Schuppenhaare. Beim Männchen ist der Hinterkopf mit braunschwarzen Haaren gerandet, beim Weibchen ist er grau bestäubt und hat wenige weiße Schuppenhaare. Am Mesonotum befinden sich braune Schuppenhaare und vier ungefähr gleich breite Reihen schwarzer Haare. Die Beine sind ebenso schwarz, nur die Tibien sind bräunlichweiß beschuppt und tragen schwarze Dornenborsten. Die Flügel sind charakteristisch überwiegend schwarz gefärbt, lediglich zur Flügelspitze hin sind sie durchsichtig. Die Flügeladern sind dunkelbraun, die Ader r-m trifft mittig die Diskoidalzelle. Die Halteren sind braun, ihre Köpfe sind hell gerandet. Am Hinterleib ist das erste Tergit schwarz behaart, die Seiten sind jedoch weiß behaart. Das zweite und dritte Tergit tragen je vier, das vierte und fünfte je zwei helle Flecken, die beim Weibchen mittig, beim Männchen seitlich liegen. Das sechste Tergit trägt auf beiden Seiten weiß beschuppte Halbbinden.

### Ähnliche Arten
- Hemipenthes morio

## Larvalentwicklung
Anthrax anthrax parasitiert bei verschiedenen solitären Bienen wie den Mauerbienen.
Die Larven ändern während ihrer Entwicklung mehrfach ihr Aussehen (Polymetabolie). Die Erstlarve ist dabei sehr beweglich, frisst erst den Futterbrei für die Wirtslarven und begibt sich aktiv auf die Suche nach einem geeigneten Wirt. Sie ist zu diesem Zweck mit 5 Paar Stummelfüßen ausgestattet. Ist der Wirt erreicht, saugt sich die Larve fest und verspeist diesen. Alle späteren Stadien besitzen keine Beine und haben entsprechend einen typisch madenartigen Habitus.
Die Überwinterung erfolgt meist als Larve, vor dem Verpuppen bilden diese nochmals ein bewegliches Vornymphenstadium aus. Die Puppe ist ebenfalls beweglich und besitzt am Vorderende Dornen und am Hinterleib Borsten, mit denen das Herausarbeiten aus Bodennestern der Wirte erleichtert wird. Die Imaginalhäutung erfolgt erst im Freien.
Im Bild unten ist die Parasitierung an einer Nisthilfe für Mauerbienen zu erkennen.

## Vorkommen und Lebensweise
Die Art ist in Nordafrika und Europa bis Kleinasien verbreitet.

## Bilder

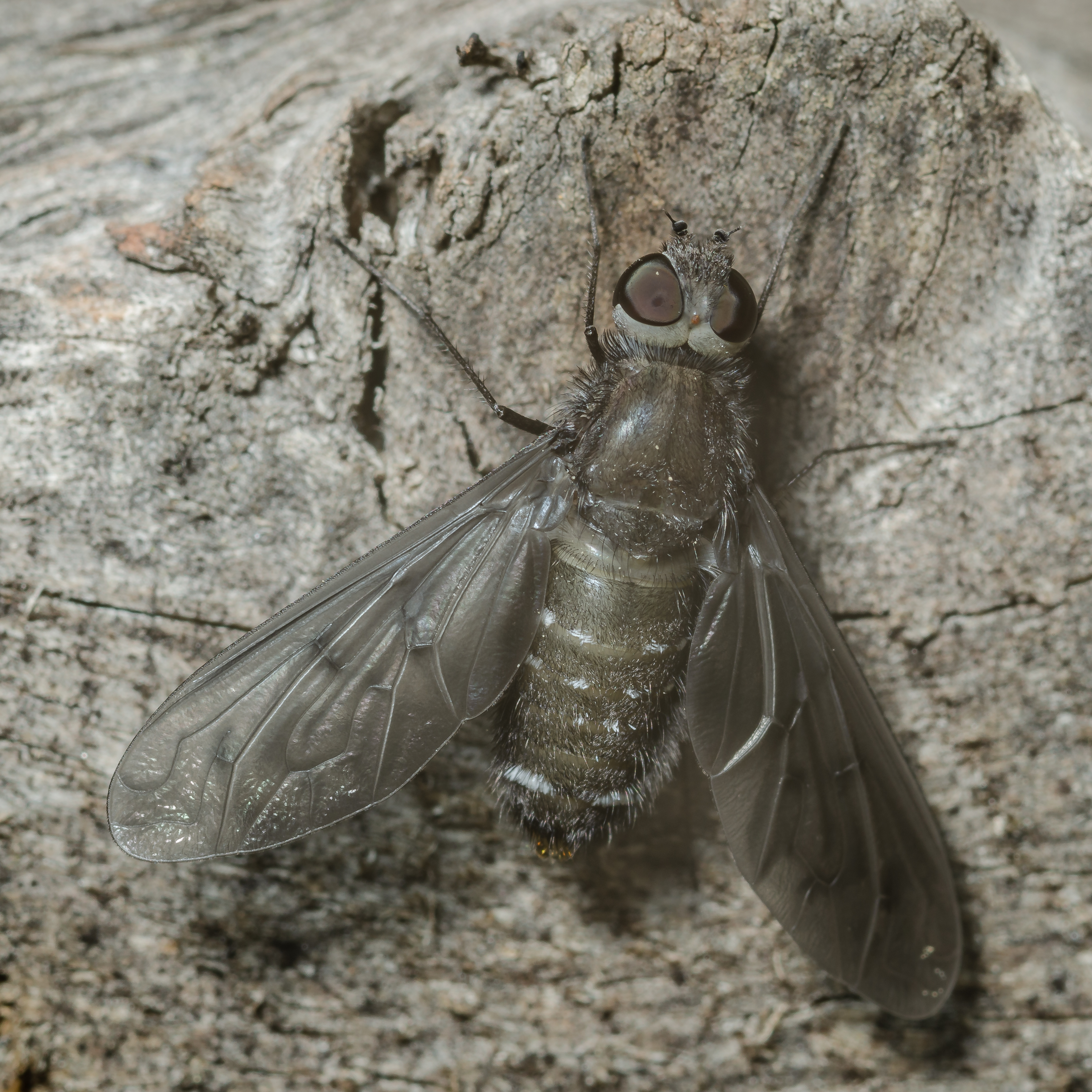
Frisch geschlüpftes, noch nicht ausgefärbtes Exemplar
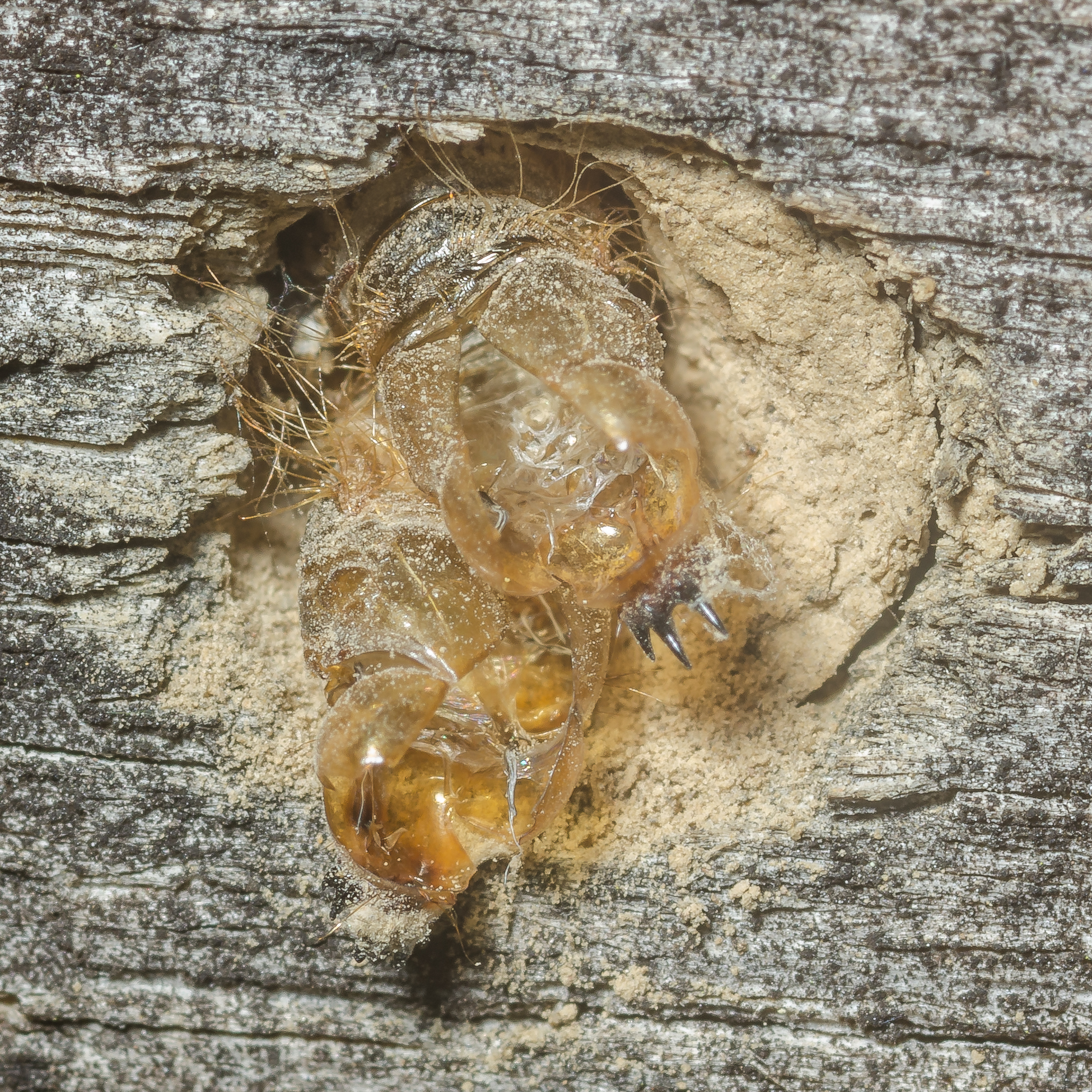
Exuvie an einer Nisthilfe für Wildbienen

## Belege